# エルンスト・アウグスト (ハノーファー選帝侯)
エルンスト・アウグスト（ドイツ語: Ernst August, Kurfürst von Hannover、1629年11月20日 - 1698年1月23日）は、ブラウンシュヴァイク＝リューネブルク公の一人でカレンベルク侯（在位：1679年 - 1698年）。1692年に選帝侯となってからはハノーファー選帝侯と称された。また、オスナブリュック司教でもあった（在位：1661年 - 1698年）。
父はカレンベルク侯ゲオルク、母はヘッセン＝ダルムシュタット方伯ルートヴィヒ5世の娘アンナ・エレオノーレ。クリスティアン・ルートヴィヒ、ゲオルク・ヴィルヘルム、ヨハン・フリードリヒは兄、デンマーク＝ノルウェーの王フレデリク3世妃ゾフィー・アマーリエは姉、神聖ローマ皇帝ヨーゼフ1世妃アマーリア・ヴィルヘルミーネは姪に当たる。ハノーファー選帝侯ゲオルク1世ルートヴィヒ（グレートブリテン王ジョージ1世）の父。

## 生涯
1658年にプファルツ選帝侯（一時ボヘミア王でもあった）フリードリヒ5世と妃エリザベスの娘ゾフィーと結婚した。この結婚は元々ゾフィーと婚約していた次兄のリューネブルク侯ゲオルク・ヴィルヘルムから押し付けられた話で、エルンスト・アウグストは承諾する代わりに、次兄に生涯独身を貫くことと、死後リューネブルク侯領を自分へ譲る協定を結んだ。1676年に次兄が心変わりしてフランス人エレオノール・ドルブリューズと結婚したため一時兄弟の間に疑念が生じたが、相続協定を再確認して事無きを得た。
成人した4番目の息子だったため公位を継ぐ可能性がほとんどなく、1661年にヴェストファーレン条約でブラウンシュヴァイク＝リューネブルク公が指名権を持っていたオスナブリュック司教となった。仏蘭戦争では神聖ローマ皇帝レオポルト1世に味方してフランス軍と交戦した。しかし兄のうち2人が嗣子なくして死去したので、家督を相続して1679年に父の遺領の一部、ゲッティンゲンを含むカレンベルク侯領を相続した。
さらに1682年、姪で次兄の一人娘ゾフィー・ドロテアとゲオルク・ルートヴィヒの結婚で、リューネブルクはゲオルク・ルートヴィヒに受け継がれることも確定した。自身の死後の領地の分割を避けるため、1683年に長子相続の原則を採用しゲオルク・ルートヴィヒを後継者に指名した。また、1685年から1688年にかけて、ハノーファーのライネ川沿いに築かれたライネ宮殿の拡張に取り組み、1688年から1689年まで宮殿南側にオペラ劇場を建設・完成させ、1693年に宮殿拡張は終了した。1689年からはハノーファー北西のヘレンハウゼン宮殿と庭園の整備・拡張も行い、1695年に宮殿南側にオランジュリー（植物保護用の温室）を設置、1696年から1697年にかけてバロック様式の庭園を完成させた。レオポルト1世に随って大同盟戦争やオスマン帝国との戦争（大トルコ戦争）にも参加した。
1692年、レオポルト1世に選帝侯位を要求、戦争従軍の功績から要求を認められて9番目の選帝侯に指名され、領土はハノーファー選帝侯領と呼ばれるようになったが、1698年、帝国議会の承認を得る前に68歳で逝去した。
エルンスト・アウグスト死後である1701年、イングランド及びスコットランドのアン女王には子が望めないため、エルンスト・アウグストの妃ゾフィーが1701年王位継承法により唯一の継承者となった。長男ゲオルク・ルートヴィヒはハノーファーを相続し、1705年にゲオルク・ヴィルヘルム死後のリューネブルクも継承。選帝侯の地位が実際に認められたのは選帝侯会議に列席した1708年である。そして1714年、ゾフィーが女王崩御の2か月前に逝去したため、ゲオルク・ルートヴィヒが『ジョージ1世』（ゲオルクの英語表記）として即位した。

## 子女
公妃ゾフィーとの間に7男1女をもうけた。ゾフィーは1701年王位継承法により、唯一の英国（イングランド及びスコットランドのちグレートブリテン王国等を経て現イギリス）王位継承者となったため、エルンスト・アウグストとゾフィー夫妻が、全てのイギリス王位継承権保持者の最も近い共通祖先となっている。
- ゲオルク・ルートヴィヒ（1660年 - 1727年） - ハノーファー選帝侯、後にグレートブリテン王
- フリードリヒ・アウグスト（1661年 - 1690年） - 大トルコ戦争で戦死
- マクシミリアン・ヴィルヘルム（1666年 - 1726年） - 神聖ローマ帝国元帥
- ゾフィー・シャルロッテ（1668年 - 1705年） - ブランデンブルク選帝侯フリードリヒ3世（後のプロイセン王フリードリヒ1世）と結婚
- カール・フィリップ（1669年 - 1690年） - 大トルコ戦争で戦死
- クリスティアン・ハインリヒ（1671年 - 1703年）
- エルンスト・アウグスト（1674年 - 1728年） - ヨーク・オールバニ公

また、愛人クララ・エリーザベト・フォン・マイゼンブークとの間に1男1女を儲けた。クララ・エリーザベトを家臣のフランツ・エルンスト・フォン・プラーテンへ娶わせた後も彼女と愛人関係を続け、クララ・エリーザベトは侍女頭としてハノーファー宮廷を取り仕切る立場にのし上がり、初め妹カタリーナを、続いてエーレンガルト・メルジーネ・フォン・デア・シューレンブルクをゲオルク・ルートヴィヒの愛人に差し出し権勢を振るった。イギリス大使は本国への報告で父子で姉妹を愛人に囲ったハノーファーの退廃的な有様を嘆き、ゾフィー・ドロテアも姑ゾフィーや夫ゲオルク・ルートヴィヒ、クララ・エリーザベトら敵だらけの宮廷に苦しみ不幸な一生を送った。
- エルンスト・アウグスト（1674年 - 1726年）
- ゾフィー・シャルロッテ（1675年 - 1725年）